# Збірна Естонії з хокею з м'ячем
Збірна Естонії з хокею з м'ячем — національна чоловіча команда Естонії, яка представляє країну на міжнародних змаганнях з хокею з м'ячем. Функціонування команди забезпечується Федерацією бенді Естонії. У 2003 році команда дебютувала в Дивізіоні Б чемпіонату світу посівши восьме місце найвище в історії.

## Історія
У хокей з м'ячем в Естонії грають з 1912. З 1916 по 1935 проводився чемпіонат Естонії з перервами в 1919 та 1925.
До Другої світової війни національна збірна Естонії провела шість товариських матчів із збірною Фінляндії в яких зазнала поразки (0-22, 0-4, 2-5, 0-10, 2-4, 3-6). 
Після входження до складу СРСР в Естонії існував клуб «Балтфлот», який проіснував до 1954 року.
Після відновлення федерації в 2001, з 2002 входить до складу міжнародної федерації, ще через рік національна збірна дебютує на чемпіонаті світу посівши восьме місце і це найкращий на сьогодні результат.

## Результати
| Рік  | Місце проведення    | Позиція         |
| ---- | ------------------- | --------------- |
| 2003 | Архангельськ        | 8               |
| 2004 | Вестерос            | група Б, 5 (10) |
| 2005 | Казань              | група Б, 4 (10) |
| 2006 | Стокгольм           | група Б, 6 (12) |
| 2007 | Кемерово            | група Б, 6 (12) |
| 2008 | Москва              | група Б, 4 (10) |
| 2009 | Вестерос            | група Б, 2 (9)  |
| 2010 | Москва              | не брали участь |
| 2011 | Казань              | не брали участь |
| 2012 | Алмати              | група С, 1 (12) |
| 2013 | Ветланда            | група Б, 5 (11) |
| 2014 | Іркутськ та Шелехов | група Б, 2 (10) |
| 2015 | Хабаровськ          | група Б, 2 (10) |
| 2016 | Ульяновськ          | Дискваліфікація |
| 2017 | Сандвікен           | група Б, 5 (13) |
| 2018 | Хабаровськ, Харбін  | група Б, 3 (11) |
| 2019 | Венерсборг          | група Б, 1 (9)  |